# イーブス・ランドゥー
イーブス・ランドゥー（Yves Landu、1986年8月13日 - ）は、フランスの男性総合格闘家。SNAKE TEAM所属。

## 来歴
2010年4月10、100% Fightでプロデビューし、7連勝を飾る。
2017年5月26日、ProFC 62でRIZINファイターのアリ・アブドゥルカリコフと対戦し、0-3の判定負け。

### RIZIN
2019年8月18日、RIZIN初参戦となったRIZIN.18で、元DEEPフェザー級王者の上迫博仁と対戦し、バックマウントからパンチの連打を受けて2R TKO負けを喫した。

### Bellator
2020年10月10日Bellator 248でテリー・プレジャーと対戦し、飛び膝蹴りで1RKO勝ち。
2022年5月6日、Bellator 280でギャビン・ヒューズと対戦し、ミドルキックで1R KO勝ち。この試合後、ライト級からフェザー級に転向した。
2023年11月17日、Bellator 301でPANCRASE王者のISAOと対戦し、全ラウンドでポイント奪い3-0の判定勝ち。これでBellator4連勝。
2024年5月17日、Bellator Champions Series Paris - Mix vs. Magomedov 2でヨナス・ベルハリーニョと対戦し、2-1の判定勝ちを収めた。これでBellator5連勝（6勝1敗）となった。

## 戦績
| 総合格闘技 戦績 | 総合格闘技 戦績 | 総合格闘技 戦績 | 総合格闘技 戦績 | 総合格闘技 戦績 | 総合格闘技 戦績 | 総合格闘技 戦績 |
| --------------- | --------------- | --------------- | --------------- | --------------- | --------------- | --------------- |
| 29 試合         | (T)KO           | 一本            | 判定            | その他          | 引き分け        | 無効試合        |
| 20 勝           | 5               | 5               | 10              | 0               | 0               | 0               |
| 9 敗            | 1               | 1               | 7               | 0               | 0               | 0               |

| 勝敗 | 対戦相手                   | 試合結果                        | 大会名                                                | 開催年月日     |
| ○    | ヨナス・ベルハリーニョ     | 5分3R終了 判定2-1               | Bellator Champions Series Paris - Mix vs. Magomedov 2 | 2024年5月17日  |
| ○    | ISAO                       | 5分3R終了 判定3-0               | Bellator 301                                          | 2023年11月17日 |
| ○    | ピョートル・ニエジエルスキ | 5分3R終了 判定3-0               | Bellator 296                                          | 2023年5月12日  |
| ○    | ヴァルテル・コリアンドロ   | 5分3R終了 判定3-0               | Bellator 287                                          | 2022年10月29日 |
| ○    | ギャビン・ヒューズ         | 1R 3:01 TKO（ミドルキック）     | Bellator 280                                          | 2022年5月6日   |
| ×    | ティム・ワイルド           | 5分3R終了 判定0-3               | Bellator 267                                          | 2021年10月1日  |
| ○    | テリー・ブレイジャー       | 1R 2:18 TKO（飛び膝蹴り）       | Bellator 248                                          | 2020年10月10日 |
| ×    | 上迫博仁                   | 2R 3:45 TKO（グラウンドパンチ） | RIZIN.18                                              | 2019年8月18日  |
| ○    | アイマール・ギ             | 5分3R終了 判定3-0               | Octofight 2019                                        | 2019年5月4日   |
| ○    | ジャン・マーク・ハウエル   | 1R 4:27 TKO（キムラロック）     | Le ROI DU FIGHT 2019                                  | 2019年4月20日  |

### 試合映像
1. ↑  『【試合動画】RIZIN.18 上迫博仁 VS. イーブス・ランドゥー （公式ハイライト）』RIZIN公式YouTubeチャンネル、2019年。